# Bordighera
Bordighera est une commune de la province d'Imperia dans la région Ligurie en Italie.

## Géographie
Bordighera est située à environ 20 km de la frontière française. Il s’agit de la commune le plus au sud de la région grâce au cap Sant’Ampelio. Le cap, qui se trouve à la même latitude que Pise, est un promontoire, sur lequel il y a actuellement une petite église bâtie au XIe siècle, en l’honneur de saint Ampelio, patron de la ville. 
Bâtie au pied des Alpes maritimes, la ville jouit d’un climat particulièrement doux pendant l’hiver grâce à l’effet de foehn.

### Hameaux
Borghetto San Nicolò, Sasso

### Communes limitrophes
Ospedaletti, Vallebona, Vallecrosia

## Histoire
Des fouilles, dans des grottes de la zone, mènent à croire que les côtes italienne et française étaient déjà habitées dès le paléolithique. Toutefois, la première présence humaine structurée, qui a eu un impact sur le territoire, date du VIe siècle av. J.-C., par une population appelée les Ligures, d’où le nom de la région Ligurie.
Par contre, le nom Bordighera, sous sa forme ancienne (Burdigheta), apparaît pour la première fois seulement en 1296, dans une bulle du pape Boniface VIII. 
Cette zone de la Ligurie a été particulièrement prospère pendant la domination romaine à la suite de la construction, au Ier siècle av. J.-C., de la via Julia Augusta. Avec la chute de l’Empire romain, le village fut abandonné à cause des incursions des pirates et c’est seulement en 1470 que quelques familles de Borghetto San Nicolò décidèrent de retourner à Bordighera. 
Les attaques mauresques s’espacèrent, et la seule particulièrement notable fut celle du pirate Khayr ad-Din Barberousse en 1543.
Au XVIe siècle, vu sa position stratégique, les ducs de Savoie et la république de Gênes se battirent pour la possession du territoire. Le petit village devint une ville fortifiée, et acquit de l’importance, au point de devenir indépendante de la ville de Vintimille en 1683.
Mais l’âge d’or de la ville sera incontestablement le XIXe siècle, avec la construction de la ville basse, près de la route de la Corniche, et l’arrivée des Anglais. L’intérêt des Britanniques pour Bordighera avait commencé après la diffusion du roman de Giovanni Ruffini, Il Dottore Antonio, qui avait été publié en 1855 à Édimbourg. 
À Bordighera eut lieu le 12 février 1941 une rencontre entre Benito Mussolini, alors chef du gouvernement, et le caudillo Francisco Franco, pour discuter de l'entrée en guerre de l'Espagne aux côtés des forces de l'Axe.
En juillet 1947, Bordighera fut visitée par Evita Peron et, en mémoire de cette visite, la promenade fut appelée Lungomare Argentina ; elle mesure environ 2 300 m et est la promenade piétonnière la plus longue de la Riviera.

## Économie
L’économie locale est basée principalement sur le tourisme, grâce au climat et à la beauté des lieux. La production d’olives et des dérivés (huile, pâté d’olives, etc.) a acquis une bonne réputation grâce à la production de la variété d’olive taggiasca (du nom de la ville de Taggia) qui a obtenu l’appellation d’origine protégée (AOP) en 1997.
Une autre activité importante est la floriculture, et la production des plantes.

## Transports
La ville dispose d'un réseau d'autobus, et d'une gare : la gare de Bordighera.

## Culture
- Le peintre français Claude Monet a effectué un séjour à Bordighera entre janvier et avril 1884 : « Je suis installé dans un pays féerique » écrit-il à son ami le critique Théodore Duret. « Il faudrait une palette de diamants et de pierreries. »[6].
- Léo Ferré y fut scolarisé en 1925. À neuf ans, son père, un homme catholique et rigide, l'envoie en pensionnat au collège Saint-Charles de Bordighera tenu par les Frères des Écoles chrétiennes en Italie. Il y reste en pension pendant huit longues années. Il racontera cette enfance solitaire et encagée dans une fiction autobiographique (Benoît Misère, 1970), relatant notamment être la victime de pratiques pédophiles du surveillant général[7]. Il y approfondit sa connaissance du solfège et joue du piston dans l'harmonie.

## Monuments et patrimoine

### Monuments civils
- Casa Coraggio (Bordighera) est un des immeubles historiques de la ville, y vécurent les écrivains George MacDonald et Edmondo De Amicis.
- Bibliothèque civique internationale. La bibliothèque fut bâtie en 1910 et restaurée en 1985 par l’architecte génois Gianfranco Franchini.
- Villa Bischoffsheim ou Villa Etelinda. La villa fut construite en 1873 par Raphaël Bischoffsheim, vendue en 1896 au Lord Strathmore Claude Bowes-Lyon et ensuite, en  1914, à la reine Marguerite de Savoie.
- Villa Margherita. La villa fut construite par l'architecte Luigi Broggi et inaugurée le 25 février 1916. La villa devint la résidence officielle de la reine Marguerite de Savoie pendant la saison d'hiver.
- Musée Clarence Bicknell[8] situé dans la rue Romana. Il présente une très riche collection paléontologique de la Ligurie. Il possède aussi une bibliothèque internationale qui comprend plus de 20 000 volumes.
- La Villa Mariani était à l'origine le cottage de Mrs Fanshawe, Pompeo Mariani acheta l'édifice en 1909, l'agrandit et fait construire dans les jardins de la villa son atelier La Specola.
- La mairie de la ville, qui était les anciennes écoles communales, a été construite d'après les plans de Charles Garnier en 1886. Dans l'enceinte des jardins,  le Marabutto, une ancienne poudrière, et trois canons très chers à la population.
- La Villa Garnier. La villa fut construite en 1872 par l'architecte Charles Garnier.
- L'Hôtel Angst. Grand hôtel de luxe ouvert en 1887.

### Édifices religieux
- Temple vaudois de Bordighera : l'église protestante fut construite entre 1901 et 1904 par l'architecte Rudolph Winter, fils de Ludovic Winter.
- Église anglicane : l'église fut construite en 1873 par la communauté anglaise de Bordighera, elle fut vendue à la ville à la fin du XXe siècle. Après restauration elle est devenue un important centre culturel.
- Église Sainte-Marie-Madeleine : l'église possède le groupe en marbre de la Maddalena in Gloria, conçu par Giacomo Filippo Parodi, sculpteur élève du Bernin et réalisé par son fils Domenico Parodi.
- Oratoire Saint-Bartholomée : l'oratoire fut bâti pendant le XVe siècle, et il se trouve à Bordighera alta, l'ancienne ville.
- Église de l'Immaculée conception ou de Terrasanta : l'église fut construite sur dessin de l'architecte Charles Garnier et inaugurée en 1897.
- Église Saint-Ampelio : l'église date du XIe siècle et fut bâtie en l'honneur de l'ermite saint Ampelio, patron de la ville.

### Espaces verts
- Les jardins Lowe donnés à la ville par Charles Henry Lowe en 1902[9].
- Les jardins Moreno de la villa Moreno, très grands et très riches, peints par Claude Monet[10].
- Les Jardins Winter  créés par le botaniste Ludovic Winter au xIxe siècle.
- Le jardin exotique Pallanca créé en 1860 par la famille Pallanca qui présente plus de 3 000 variétés de plantes succulentes et qui possède une Copiapoa de trois cents ans[11].

## Personnalités liées à la commune
- Giovanni Ruffini (1807-1881), écrivain et patriote italien. Il écrivit le roman Il dottor Antonio en 1855 qui sera essentiel pour le développement touristique de Bordighera.
- Raphaël Bischoffsheim (1823-1906), banquier et homme politique français d’origine allemande.
- George MacDonald (1824-1905), écrivain écossais.
- Charles Garnier (1825-1898), architecte français.
- Luigi Pelloux (1839-1924), général de brigade et homme d’État italien.
- Claude Monet (1840-1926), peintre français.
- Clarence Bicknell (1842-1918), intellectuel anglais.
- Antonio Fogazzaro (1842-1911), écrivain italien.
- Edmondo De Amicis (1846-1908), écrivain italien.
- Ludovic Winter (1846-1912), paysagiste allemand.
- Luigi Cadorna (1850-1928), militaire italien.
- Rosa Junck (1850-1929), espérantiste ayant contribué au développement du club d’espéranto de Bordighera.
- Marguerite de Savoie (1851-1926), première reine d’Italie.
- Friederich von Kleudgen (1856-1924), peintre allemand.
- Pompeo Mariani (1857-1927), peintre italien.
- Hermann Nestel (1858-1905), peintre allemand.
- Edward Elhanan Berry (1861-1931), banquier, intellectuel, diplomate britannique.
- Franco Alfano (1876-1954), compositeur italien.
- Guido Seborga (1909-1990), journaliste, écrivain, peintre.
- Ennio Morlotti (1910-1992), peintre italien.
- Edith Templeton (1916-2006), romancière.

### Peintures de Claude Monet à Bordighera
| Tableau | Titre                                      | Date      | Dimensions   | Lieu d’exposition                          |
| ------- | ------------------------------------------ | --------- | ------------ | ------------------------------------------ |
|         | Bordighera                                 | 1884      | 81 × 65 cm   | Art Institute of Chicago                   |
|         | Villas à Bordighera                        | 1884      | 115 × 130 cm | Musée d'Orsay, (Paris)                     |
|         | Les jardins Moreno à Bordighera            | 1884      |              | Norton Simon Museum, Pasadena, Los Angeles |
|         | Jardin à Bordighera, impression de matin   | 1884      |              | Musée de l'Ermitage, (Saint-Pétersbourg)   |
|         | Palmiers à Bordighera                      | 1884      | 65 × 81 cm   | Metropolitan Museum of Art , New York      |
|         | Palmiers à Bordighera                      | 1884      |              | ?                                          |
|         | Sous les pins                              | vers 1884 |              | Philadelphia Museum of Art                 |
|         | Citronniers à Bordighera                   | 1884      | 73 × 60 cm   | Ny Carlsberg Glyptotek, Copenhague         |
|         | Olivier dans le jardin de la Villa Mariani | 1884      |              | Fondation Pompeo Mariani, Bordighera       |

## Événement commémoratif
Fête du saint patronLe saint patron de la ville est saint Ampelio. La ville organise des festivités toutes les années à la même date, le 14 mai qui rappelle le transport de reliques de Sanremo à Gênes en 1258. Les feux d’artifice ont toujours lieu le soir du 14 et ils sont lancés du cap Saint-Ampelio.

## Fêtes, foires
- Superbe grand marché longeant la plage tous les jeudis matin.
- Desbaratu[12] Ce mot signifie, dans le patois de la région, débarrasser. Il s'agit d'une tradition du milieu du XXe siècle, quand les commerçants exposaient pendant une journée leurs produits invendus à des prix réduits sur des étals devant leurs magasins[13]. En général il a lieu le deuxième dimanche du mois d'août et la circulation est bloquée du matin au soir sur la Via Aurélia, qui traverse la ville.
- La nuit rose[14]. Pendant une nuit le centre de la ville devient piétonnier, les rues sont décorées en rose, animées par des concerts, dégustations de vins et produits typiques, enrichis par des animations. Il a lieu le troisième jeudi du mois de juillet.
- Sagra del pesce. La sagra del pesce a lieu dans le port touristique au milieu du mois de juillet. La Pro loco organise la préparation du poisson qui est cuisiné selon la tradition locale[15].

## Gastronomie
Les plats typiques de la ville font partie de la tradition culinaire ligure (cuisine ligure), à savoir :
- Pâté d’olive (tapenade en français) de la Società dei produttori d’olio di Bordighera, fait avec les olives taggiasche depuis 1897
- Pesto, une sauce à base de basilic;
- Ravioli di borragine, des pâtes remplies d’une farce à base de bourrache;
- Sardenaira, une fougasse assaisonnée de sauce tomate, ail, câpres, olives taggiasche, origan et sardines;
- Focaccia;
- Farinata di ceci, en français la socca (aux pois chiches);
- Torta verde, est une tarte salée à base de courgettes locales appelées "trombette";
- Brandacujun, un plat à base de pommes de terre et baccalà (une forme de morue séchée);
- Verdure ripiene, courgettes, poivrons, oignons remplis d’une farce à base de pomme de terre et viande;
- Michetta di Dolceacqua, ancien gâteau originaire du XIVe siècle  à base de farine, œufs, sucre et huile d’olive.  Une variante très appréciée s’appelle la Crocetta di Dolceacqua;
- Baci di Bordighera, sont une variation à base de chocolat des plus connus baisers de dame;
- Bordigotti al Rhum, bonbons au chocolat remplis d’une délicate crème à base de rhum;
- Pane del marinaio, un pain sucré enrichi de raisins secs et pignons.

## Administration
| Période                                  | Période      | Identité                                          | Étiquette     | Qualité                   |
| ---------------------------------------- | ------------ | ------------------------------------------------- | ------------- | ------------------------- |
| 28 mai 2002                              | 12 mars 2011 | Giovanni Bosio                                    | Centro-Destra | Maire                     |
| 12 mars 2011                             | 27 mai 2013  | Giuseppe Montebelli,Paolo D'Attilio,Valeria Fazio |               | Commission extraordinaire |
| 27 mai 2013                              | En cours     | Giacomo Pallanca                                  | Centro-Destra | Maire                     |
| Les données manquantes sont à compléter. |              |                                                   |               |                           |

## Jumelages
- Neckarsulm (Allemagne)
- Villefranche-sur-Mer (France)

## Galerie Photographique

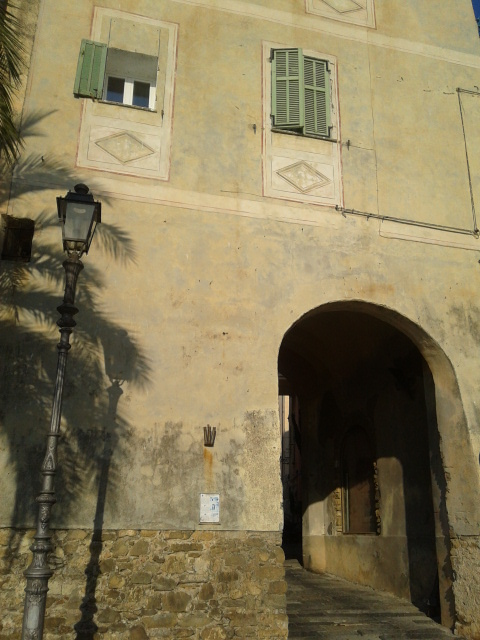
Porte de la Maddalena
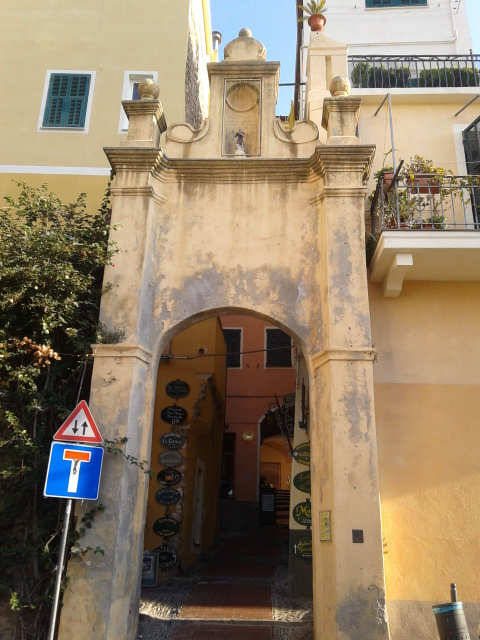
Porte du Cap
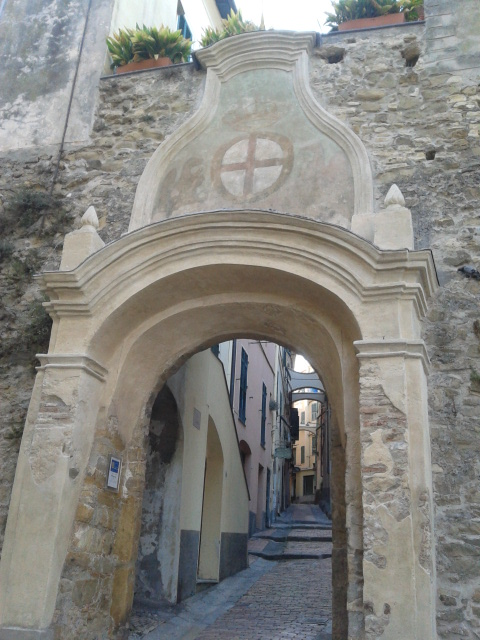
Porte Sottana
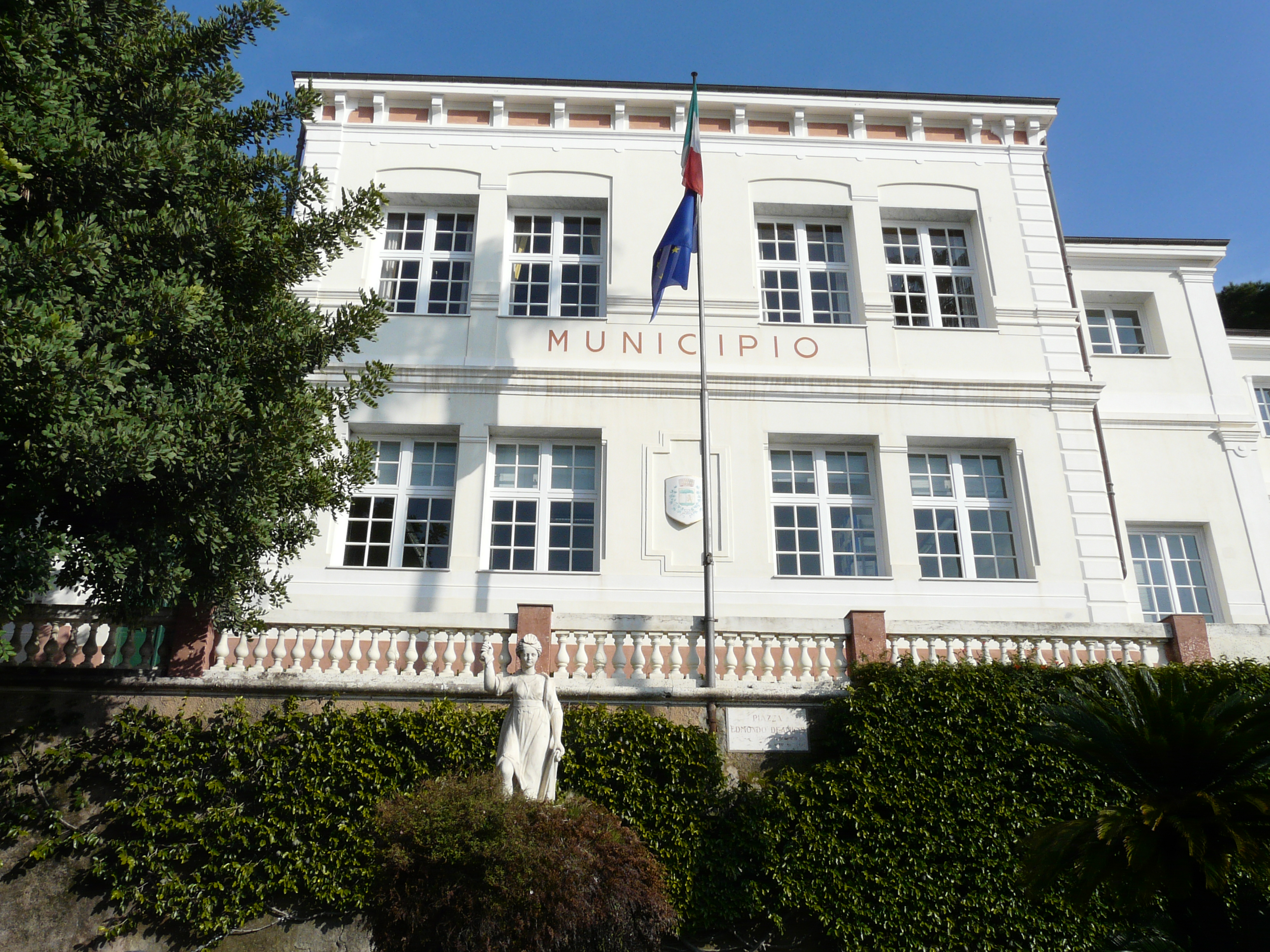
Municipio
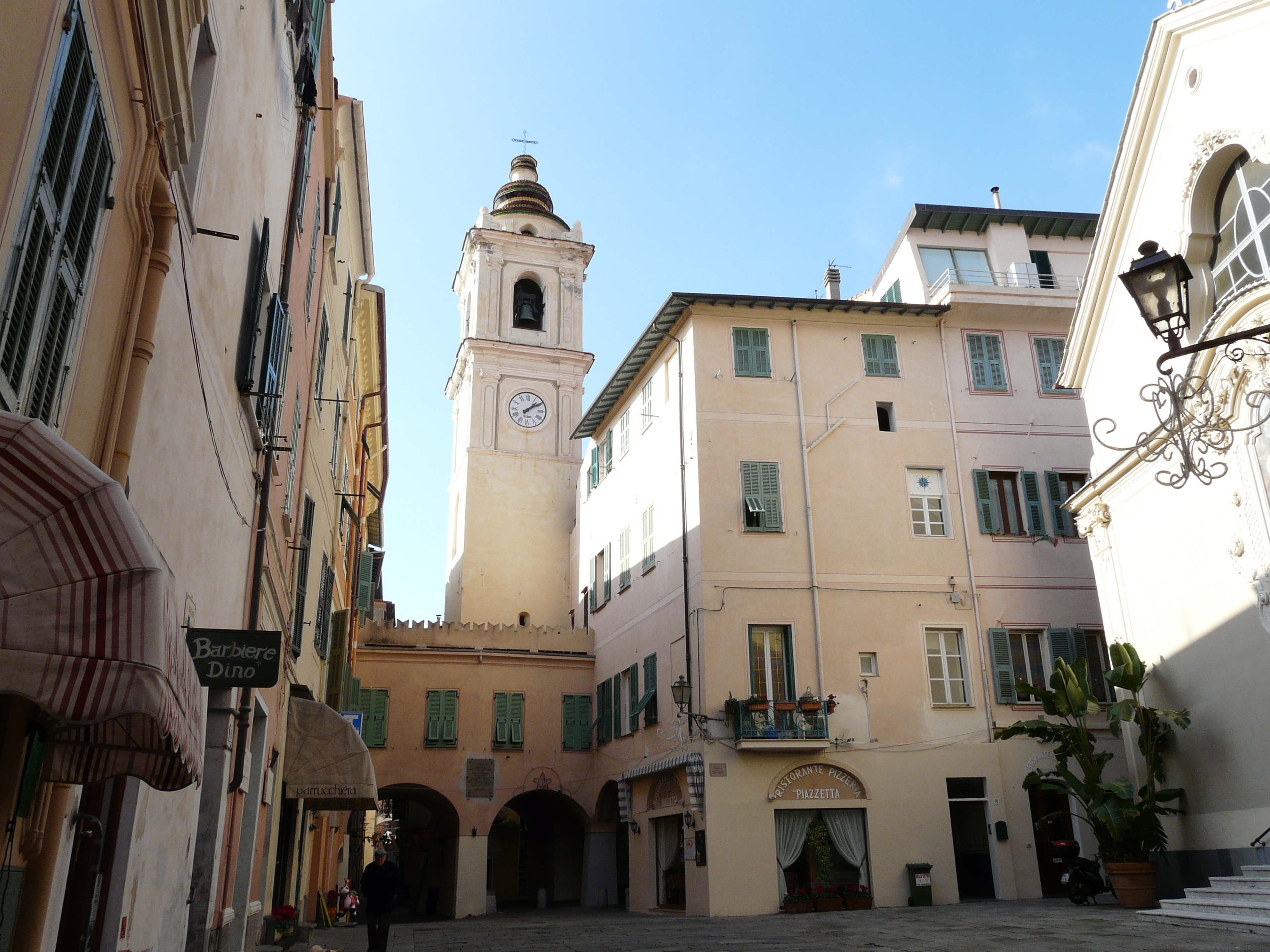
Centre historique
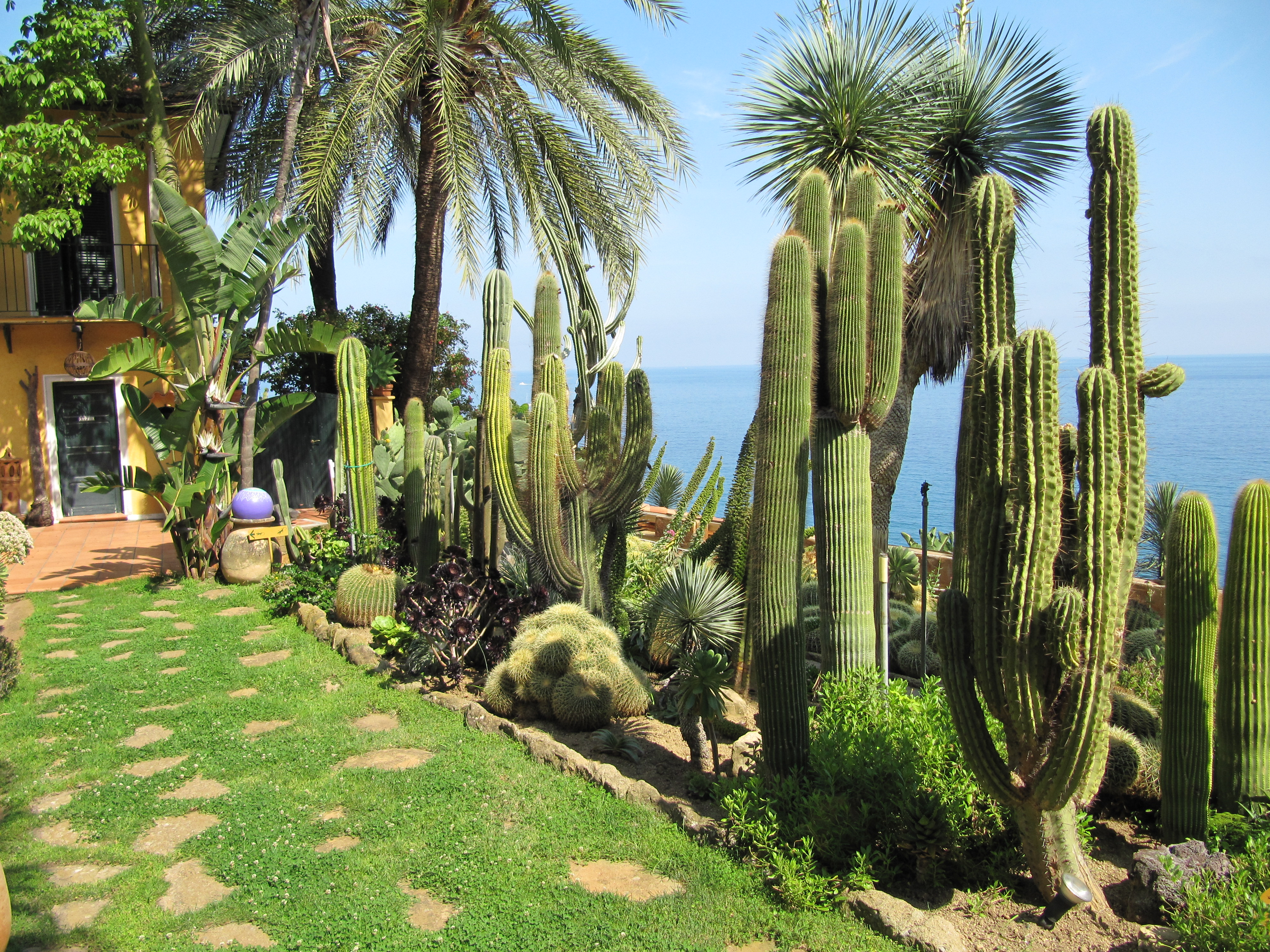
Jardin exotique
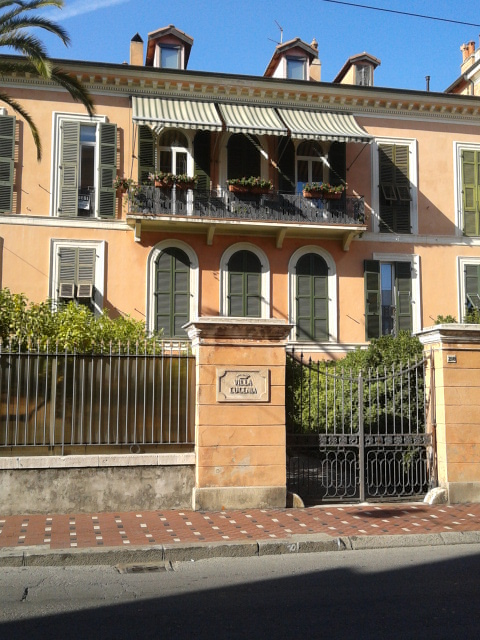
Villa Eugenia